# Joan Collins (femme politique)
Joan Collins, née le 4 juin 1961 à Dublin, est une femme politique et syndicaliste irlandaise de gauche, membre du Dáil Éireann entre 2011 et 2024. Elle fonde le parti « Droit au changement » en 2020.

## Parcours politique
Postière de métier, Joan Collins s'est d'abord fait connaître en tant que syndicaliste militant avec le Parti socialiste contre l'introduction de taxes locales sur l'eau et les déchets ménagers.
Elle est élue en tant qu'indépendante au Conseil de la Ville de Dublin en 2004 puis en tant que députée au Dáil en 2011 pour Le Peuple avant le profit. 
Elle quitte ce parti en 2013 pour co-fonder avec Clare Daly « Gauche unie », qui se fond en 2015 dans Indépendants pour le changement. Elle est réélue sous cette étiquette en 2016 et en 2020. En 2020, elle précise qu'elle « diffère du Le Peuple avant le profit au sens qu'elle fonde ses politiques sur le mouvement syndical ».
En mai 2020, Collins fonde « Droit au changement » (en anglais : Right to Change, aussi écrit Right2Change abrégé RTOC), un parti politique de gauche mineur,.
Seule candidate de son parti aux élections de 2024, elle échoue à se faire réélire.